# Adele Loriga
Adele Loriga Camoglio (Sassari, ...) è una poetessa, pittrice, drammaturga, illustratrice ed operatrice sociale italiana.

## Biografia
Adele Loriga Camoglio è nata e vive a Sassari: laureata in Pedagogia-Scienze sociali, è una poetessa, pittrice, illustratrice ed operatrice sociale. Fa parte di numerose associazioni culturali e di volontariato della sua città.
Dal 1988 pubblica libri di poesia e narrativa: Oltre la porta (1988), Presso l'albero del silenzio (1989), I vetri dell'eterno (1990), Il respiro dell'alba (1994), La mente e il cuore (1997), Duetti - Cantu e contra Testo italiano e sassarese (2002) testo scritto a quattro mani con Paola Sanna e La porta interna del mare (2007), quest'ultimo è il suo primo libro di narrativa.

Ha ottenuto premi nazionali di letteratura: Le Regioni Pisa, il Nosside, l’Alghero Donna e l’Umbertide.

Promotrice e Presidente del Premio Letterario di poesia e narrativa Luna Nuova di Sassari, è anche pittrice presente in mostre personali e collettive, con una sua opera pittorica-poetica esposta presso il Sharjah Art Museum (museo internazionale di arte moderna e contemporanea) di Dubai negli Emirati Arabi Uniti.
Adele Loriga è inoltre drammaturga, autrice di alcune pièce teatrali che sono state oggetto di studio in un laboratorio teatrale diretto dagli attori Piero Nuti ed Adriana Innocenti (Alghero, 1995-1996) e gli stessi autori le divulgano in vari teatri nazionali.

## Opere

### Narrativa
- La porta interna del mare (Edes Editrice, Sassari 2007)

### Poesia
- Oltre la porta (Vincenzo Lo Faro, Roma 1988)
- Presso l'albero del silenzio (1989)
- I vetri dell'eterno (Editore Tacchi, Pisa 1990)
- Il respiro dell'alba (Ragusa 1994)
- La mente e il cuore (Edizioni Boomerang, Sassari 1997)
- Duetti - Cantu e contra Testo italiano e sassarese (coautore Paolo Sanna - Edizioni Condaghes, Cagliari 2002)

## Riconoscimenti
- 1990 Premio Le Regioni Pisa[3] per il libro I vetri dell'eterno
- 1994 Premio Nosside[5] Menzione speciale con Enzo Favata per la poesia musicale
- 1995 Premio Alghero Donna[7] per il libro Il respiro dell'alba
- Premio Letterario Umbertide[8].